# Liu Xia (judoka)
Liu Xia (en chino: 刘霞; Qingdao, 6 de enero de 1979) es una deportista china que compitió en judo.
Participó en los Juegos Olímpicos de Atenas 2004, obteniendo una medalla de plata en la categoría de –78 kg. Ganó dos medallas en el Campeonato Asiático de Judo en los años 2004 y 2007.

## Palmarés internacional
| Juegos Olímpicos    | Juegos Olímpicos     | Juegos Olímpicos | Juegos Olímpicos |
| Año                 | Lugar                | Medalla          | Categoría        |
| ------------------- | -------------------- | ---------------- | ---------------- |
| 2004                | Atenas (Grecia)      | Medalla de plata | –78 kg           |
| Campeonato Asiático |                      |                  |                  |
| Año                 | Lugar                | Medalla          | Categoría        |
| 2004                | Almatý ( Kazajistán) | Medalla de plata | –78 kg           |
| 2007                | Kuwait (Kuwait)      | Medalla de oro   | –78 kg           |